# Rio Khovd
O rio Khovd ou Hovd (em mongol:  Завхан гол) é um rio da Mongólia. Ele parte do monte Tavan Bogd, nos Montes Altai, para o lago Khar-Us. O rio possui 640 km de extensão e a área de sua bacia é de 50 149,2 km².